# Casey Driessen
Casey Christopher Driessen (Owatonna, 6 december 1978) is een Amerikaanse bluegrasszanger en -violist.

## Biografie
Hij is afgestudeerd aan het Berklee College of Music, waar hij studeerde bij Matt Glaser en een alumnus van Homewood-Flossmoor High School in Flossmoor, Ill.
Hij trad op met Béla Fleck, Abigail Washburn, Steve Earle, Tim O'Brien, Darrell Scott, Jim Lauderdale, Lee Ann Womack, Mark Schatz, John Doyle en Chris Thile. Hij heeft opgenomen met Darol Anger, John Mayer, Jerry Douglas, Jamey Haddad en Blue Merle. Hij nam ook op de soundtrack op voor de Johnny Cash-film Walk the Line. Hij toerde met The Duhks als vervanging van Tania Elizabeth.
In november 2006 toerde Driessen door China en Tibet met het Sparrow Quartet (dat ook Béla Fleck, Abigail Washburn en cellist Ben Sollee omvat). Hij heeft ook zijn eigen band, de Colorfools, waaronder Matt Mangano op bas en Tom 'Tommy G' Giampietro op drums.
Zijn eerste solo-opname 3D werd uitgebracht in mei 2006 bij Sugar Hill Records. In 2007 kreeg het nummer Jerusalem Ridge een Grammy Award-nominatie voor «Best Country Instrumental Performance». Met violist Darol Anger en Rushad Eggleston bracht hij de instructie-dvd Chops & Grooves: Rhythmic Explorations for Bowed Instruments uit. Hij heeft bijgedragen aan de cd Shaken By A Low Sound (2006) van Crooked Still en The Martian Picture Soundtrack van Taarka. Onlangs bracht hij zijn tweede solo-opname Oog (2009) uit bij Red Shoes Records. Hij heeft het vioolkamp van Mark O'Connor bijgewoond als leraar. Hij woont in het Spaanse Valencia, waar hij directeur is van de masteropleiding Contemporary Performance (Production Concentration) op de campus van Berklee in Valencia.